# 拉斐爾·裴瑞茲
拉斐爾‧熱羅姆‧裴瑞茲（Rafael Jerome Pérez、1982年3月15日—）是美國職棒大聯盟克里夫蘭印地安人的一位左手後援投手。他在2002年1月以未經選秀的自由球員身份和印地安人簽約，目前已躍升為大聯盟最優秀的後援左投之一。

## 小聯盟生涯重要事蹟
2002年
- 以0.96防禦率在多明尼加夏季聯盟排名第二。

2003年
- 在布靈頓印地安人隊獲選為阿帕拉契聯盟(Appalachian League)年度最佳投手。
- 勝場數（9勝3敗）和防禦率（1.70）都是聯盟第一。

2005年
- 12勝戰績在整個印地安人系統並列第三。
- 在1A金斯頓和2A艾克隆共出賽29場（先發22場），防禦率2.62。
- 於11月列入印地安人隊40人名單。

2006年
- 為艾克隆先發12場，防禦率2.81。
- 在水牛城後援13場，防禦率2.63。

## 大聯盟生涯重要事蹟
2006年
- 2006年4月20日生涯初登板，迎戰巴爾的摩金鶯。（主投一局，三振兩次）

## 2007年球季
起先，裴瑞茲並不被看好能在印地安人的大聯盟球隊扮演重要角色，但在5月28日從球團的3A隊伍水牛城野牛隊升上大聯盟之後，他的表現卻讓印地安人球團跌破眼鏡。裴瑞茲原先是用作長中繼的，但在展現了危機處理能力之後，隨即和後援右投拉斐爾‧貝坦柯特合力擔任佈局投手(Setup)。靠著沉重的快速球和刁鑽的滑球，裴瑞茲很快就躍升為大聯盟最頂尖的後援投手之一。截至9月15日，裴瑞茲一共出賽40場，在主投的57.1局中寫下耀眼的1.41防禦率。他的WHIP（平均每一局的安打加保送數）只有.855，左打者面對他的打擊率更低到.107。ESPN棒球分析師彼得‧蓋蒙斯(Peter Gammons)認為他「可說是地球上最強的後援左投」；但他最驚人的數據，恐怕是升上大聯盟至今還不到兩個球季，卻只被左打者打過一支長打，並且把左打者的長打率壓低到只有.140。只是，隨著球隊進入季後賽，裴瑞茲的體力耗損和經驗不足也在第二輪完全暴露，美聯冠軍戰三次登場後援都只解決一人次，失分卻多達二到三分：第二戰五局下半被曼尼‧拉米瑞茲、麥克‧洛爾連敲兩支陽春全壘打逆轉比數； （页面存档备份，存于）第五戰八局上一出局一壘有人，先漏接一個可以製造雙殺的滾地球，處理觸擊短打又判斷錯誤，他留在壘上的三名跑者最後全部得分，落後差距拉開到1:7。 （页面存档备份，存于）這些狀況都顯示裴瑞茲在大聯盟仍有繼續進步的空間。

## 外部連結
- 拉斐爾·裴瑞茲在美國職棒（英语）
- 拉斐爾·裴瑞茲在Baseball-Reference.com（大聯盟）（英语）
- 拉斐爾·裴瑞茲在Baseball-Reference.com（小聯盟以及海外聯盟）（英语）
- 拉斐爾·裴瑞茲在ESPN（MLB）（英语）
- 拉斐爾·裴瑞茲在FanGraphs.com（英语）